# Christmas Inc.
Christmas Inc. (Originaltitel: Christmas Incorporated) ist ein US-amerikanischer Fernseh-Weihnachtsfilm von Jonathan Wright aus dem Jahr 2016. Der Film wurde von Hallmark Entertainment für die Reihe der Hallmark Channel Original Movies produziert.

## Handlung
Kurz vor Weihnachten muss sich Riley Vance in New York City um eine neue Anstellung bewerben. Trotz ihrer Qualifikation und guter Arbeitserfahrung gestaltet sich dies schwierig. Per Zufall hört sie, dass bei „Young-Corporated“ eine Stelle ausgeschrieben ist. Sie stellt sich dort vor und wird tatsächlich als persönliche Assistentin von Firmenchef William Young eingestellt – aufgrund einer Namensähnlichkeit allerdings auf Basis eines fremden Lebenslaufs. William Young leitet den Konzern seit kurzem und wird von seinen Aktionären streng beobachtet, denn er muss nun beweisen, dass er die Fußstapfen seines kürzlich verstorbenen Vaters ausfüllen kann. So erwartet man von ihm, dass er eine unrentable Filiale der Spielzeugfabrik in Dover möglichst schnell schließt.
Riley kann ihn dazu bringen, die Stadt zu besuchen, um die Fabrikanlage und die Arbeit der dort tätigen Menschen besser einschätzen zu lernen. Denn das Städtchen und ein Großteil seiner Menschen leben von und für die Spielzeugfabrik, die der größte Arbeitgeber des Ortes ist. Während Riley für die Vorbereitung vorausfliegt, entschließt sich Young zu einer Anreise mit dem Motorrad und gerät prompt am Ortsschild in eine Geschwindigkeitskontrolle. Seine vorübergehende Verhaftung liefert der an negativen Schlagzeilen interessierten Lokalreporterin Rebecca Neston einen ersten Aufhänger für einen Artikel, der Zweifel an Youngs guten Absichten säen soll.
Bei diesem schlechten Start und Williams negativer Einstellung zu Weihnachten, das ihn zu sehr an seine verstorbene Großmutter erinnert, ist es für Riley nicht leicht, ihn zu überzeugen, dass die Spielzeugfabrik erhalten werden muss. Doch sie hat im richtigen Moment eine zündende Idee, um den Umsatz des Betriebes zumindest zur Weihnachtszeit erheblich zu steigern, die selbst den skeptischen Young überzeugt, einen Versuch zu wagen. Das allein genügt aber nicht, die Filiale langfristig zu retten. Von dem im Ort anwesenden Weihnachtsmann kommt der nachdenkenswerte Hinweis, dass man oft mit den einfachsten Mitteln die größten Ziele erreichen könne. Riley solle in William das Weihnachtsgefühl wecken, das ihm schon lange verlorengegangen sei, dann würde sich der Rest von allein ergeben.
Da Riley und William viel Zeit miteinander verbringen, verlieben sie sich schon bald ineinander, ohne sich das jedoch gegenseitig einzugestehen. Die negativen Presseberichte lösen eine Krise aus, als die Namensverwechslung thematisiert wird, die zur Einstellung Rileys führte. William fühlt sich von Riley hintergangen und schickt sie weg. Doch überzeugt ihn der Weihnachtsmann davon, dass es nicht der Lebenslauf, sondern Rileys Geschick war, das den Verkaufserfolg der Firma zuwege gebracht hat. William sucht Riley überraschend bei ihren Eltern auf und bittet sie, zurückzukommen. Umsatz und Zukunft der Fabrik sind gesichert, nachdem ein Online-Verkauf angekurbelt werden kann und europäische Sammler ganz wild auf die Spielwaren im Retrostil sind. Bei einer Weihnachtsparade, die von Williams geliebter Großmutter begründet wurde, fallen seine Vorbehalte gegen Weihnachtsstimmung und Weihnachtsdekoration weg; er und Riley sprechen sich aus und gestehen sich ihre Liebe ein.

## Synchronsprecher
| Schauspieler        | Rolle                | Synchronsprecher   |
| ------------------- | -------------------- | ------------------ |
| Shenae Grimes-Beech | Riley Vance          | Tina Haseney       |
| Steve Lund          | William Young        | Karim El Kammouchi |
| Ron Lea             | Bürgermeister Keegan | Claus Brockmeyer   |
| Miranda Millar      | Emily Lamb           | Zina Laus          |
| Hannah Spear        | Piper                | Eva-Maria Reichert |

## Kritik
Laut Cinema passiere im Film eine „Läuterung, wie man sie schon tausendfach gesehen“ habe. Weiter hieß es, das „größte Problem der kitschigen Liebesgeschichte“ sei, dass „die Chemie zwischen den Hauptdarstellern nicht stimm[e]“ und zog das Fazit: „Klischeehaft und ohne jeden Charme.“
Filmdienst.de sprach von einer „harmlose[n], vorhersehbare[n] Komödie um die Wandlung eines Feiermuffels, der obendrein die Frau fürs Leben findet. Sympathisch besetzt, aber ohne jeden Anspruch“.